# Senza un briciolo di testa
(Più soffia il vento)
Senza un briciolo di testa è un album del 1986 di Marcella Bella.

## Descrizione
Il disco è presentato con la canzone che dà il titolo all'intero lavoro Senza un briciolo di testa che arriva terza al Festival di Sanremo 1986 e che ottiene un buon successo.
Tra i molti brani che compongono l'album, ben 12, figurano importanti autori come Mogol e Bruno Lauzi, oltre ai fratelli della cantante tra cui l'immancabile collaboratore di sempre Gianni Bella.
L'album contiene il brano L'ultima poesia, presentato dai fratelli Bella l'anno precedente e divenuto un piccolo classico, con una lunga permanenza nelle classifiche di vendita e un conseguente buonissimo riscontro commerciale.
Il brano La verità è presentato al Festivalbar di quell'anno come singolo estivo.

## Tracce
1. Senza un briciolo di testa (testo: Mogol – musica: Gianni Bella)
2. Evviva Maddalena (testo: Mogol – musica: Gianni Bella)
3. Verde smeraldo (testo: Bruno Lauzi – musica: Renato Brioschi)
4. Più soffia il vento (testo: Bruno Lauzi – musica: Gori Stefano, Scichilone Marcello)
5. Si o no (testo: Antonio Bella – musica: Gianni Bella)
6. Settembre (testo: Antonio Bella – musica: Rosario Bella)
7. L'ultima poesia (con Gianni Bella) (testo: Mogol – musica: Gianni Bella, Rosario Bella)
8. Strana idea strana follia (testo: Antonio Bella – musica: Rosario Bella)
9. Lasciami sbagliare (testo: Cheope – musica: Rosario Bella)
10. All'ombra di quel boogie
11. Sei il mio complice più caro (testo: Mogol – musica: Gianni Bella)
12. La verità (testo: Antonio Bella – musica: Cardaci Vito, Zitello Arturo)